# 1440 en santé et médecine
| Années de la santé et de la médecine : 1437 - 1438 - 1439 - 1440 - 1441 - 1442 - 1443    |
| Décennies de la santé et de la médecine : 1410 - 1420 - 1430 - 1440 - 1450 - 1460 - 1470 |

Cet article présente les faits marquants de l'année 1440 en santé et médecine.

## Événements
- 1437-1440 : « seule vraie famine [en Flandre] au XVe siècle », selon Adriaan Verhulst[1].
- 1440-1485 : construction de l'hôpital des chevaliers de Rhodes[2].

## Publications
- Vers 1440 : composition du Tractatus de herbis (« Traité des herbes »), manuscrit sur vélin enluminé de près de cinq cents représentations de plantes, animaux et minéraux utilisés en médecine[3].

- Vers 1440 : Johannes Hartlieb (c. 1400-1468), médecin bavarois, rédige son Kräuterbuch (« Herbier[4],[5] »).

## Naissances
- 13 février : Hartmann Schedel (mort en 1514), médecin et humaniste allemand, reçu docteur en médecine à Padoue, établi à Nuremberg, et surtout connu comme auteur de la Chronique de Nuremberg, imprimée en 1493 par Anton Koberger[6].
- Vers 1440 : Jean Widman, dit Metchinger (mort en 1524), médecin allemand, reçu docteur à Ferrare, professeur à Ulm, Ingolstadt, Tubingue, médecin des villes de Bâle, Strasbourg, Stuttgart, Pforzheim, et au service de Christophe Ier, margrave de Bade, et d'Eberhard V, comte puis duc de Wurtemberg[7].
- Avant 1440 : Angelo Catho (mort en 1496), médecin et astrologue, membre du collège des médecins de Naples, au service du roi Ferrante, puis de Louis XI, devenu archevêque de Vienne[8].

## Décès
- 1er janvier : Jean Ottemare (né à une date inconnue), docteur en médecine[7].
- Avant novembre : Thomas Froment (né à une date inconnue), reçu bachelier en médecine à Paris[7].
- Danglebermes (né à une date inconnue), médecin orléanais[9].
- 1440-1441 : Guillaume de Longolio (né à une date inconnue), professeur de médecine à Paris[9].